# レバノン山脈

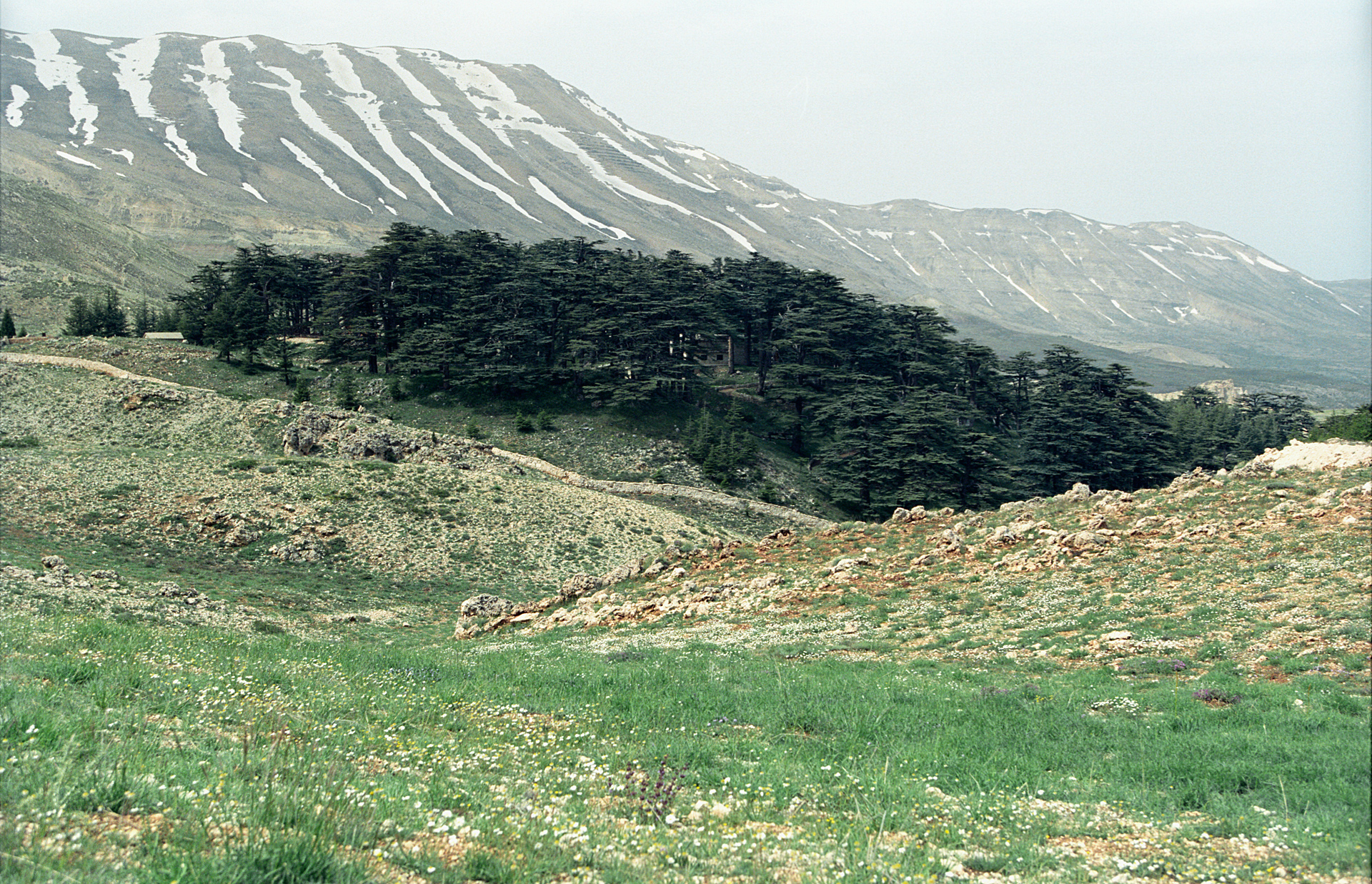
レバノン杉が残るカディーシャ渓谷の「神の杉の森」

レバノン山脈（Jebel Lubnān）は、レバノンの中央を南北に走る全長約160kmの山脈。ジェベル・エル・ガールとも呼ばれる。中東であるのにもかかわらず、標高3,000m級の山々には雪が積もるため、アラム語で「白」を表すラバンがレバノンの語源となった。最高峰はカーネット・アッサウダー山（Qurnet as Saudā’）の3,088mである。東側にペガーと言われるヨルダン地溝帯が走り、その東側にアンチレバノン山脈、ヘルモン山脈が連なる。山脈の西側は東側よりも降水量が多い。
レバノンの山脈にはかつてレバノン杉が鬱蒼と繁っていたが、腐りにくいのと頑丈であることから、古代エジプトのピラミッド製造に大量伐採され、保護地区に僅かに残るのみである。レバノンの象徴でもあるこの杉の植林作業が進められている。
かつてはキリスト教マロン派とイスラム教ドルーズ派の住民が混住していたが、19-20世紀の両宗派の対立やドルーズ派のシリアへの移住などから、現在は北部にマロン派が、南部にはドルーズ派が集中して居住する。山腹には階段耕作によって果樹やジャガイモが栽培されている。
西麓には2009年に登録された「ジャバル・ムーサー生物圏保護区」があり、重要野鳥生息地にも指定されている。その一帯にスズカケノキ、シリアハンノキ、セイチガシ、トルコカシが多く生え、ニシオオノスリなどの鳥類とケープハイラックス、シマハイエナなどの哺乳類が生息する。